# OBN (Fernsehsender)
OBN (kurz für Open Broadcast Network) ist ein Fernsehsender in Bosnien und Herzegowina. Ursprünglich 1996 nach dem Ende des Bürgerkriegs auf Initiative des Office of the High Representative (Büro des Hohen Vertreters OHR) gestartet, um eine Alternative zu den bestehenden nationalistischen Kanälen anzubieten.
Der Sender ging im Jahr 2000 in Privatbesitz über, als er von Ivan Ćaleta, einem kroatischen Geschäftsmann und ehemaligen Eigentümer von Nova TV, erworben wurde. Chellomedia kaufte später eine 85-prozentige Beteiligung am Fernsehen. Ćaleta kaufte im November 2019 die 85-prozentige Beteiligung von AMC Networks International an dem Fernsehsender zurück und wurde damit wieder alleiniger Eigentümer des Senders.

## Programme

### Telenovelas / Serien seit Oktober 2019
| Originalname                  | Bosnische Übersetzung | Herkunft |
| ----------------------------- | --------------------- | -------- |
| Elif                          | Elif                  | Türkei   |
| Yaralı Kuşlar                 | Ranjene ptice         | Türkei   |
| Cennet'in Gözyaşları          | Dženet                | Türkei   |
| Dila Hanım                    | Dila                  | Türkei   |
| Öyle Bir Geçer Zaman Ki       | Ali                   | Türkei   |
| Kuzey Güney                   | Dolina suza           | Türkei   |
| Kınalı Kar                    | Nazar                 | Türkei   |
| Bütün Çocuklarım              | Sva moja djeca        | Türkei   |
| Nemoj da zvocaš               | Nemoj da zvocaš       | Serbien  |
| Shakti - Astitva Ke Ehsaas Ki | Sestre                | Indien   |

## Logos
Ab 1996 gab es für diesen bosnischen Fernsehsender drei verschiedene Logos. Das erste Logo des Senders wurde von 1996 bis 1999 verwendet, das zweite Logo wurde von 1999 bis 2005 verwendet und das dritte und aktuelle Logo wird von 2005 verwendet.

## Verweise
1. ↑  Kupovina OBN-a je početak osvajanja bh. tržišta; sarajevo-x.com, 26. August 2011
2. ↑  "Ivan Ćaleta preuzima OBN televiziju". www.oslobodjenje.ba (auf Bosnisch). Erleichterung. Abgerufen am 25. April 2020.